# Mahlstatt
Mahlstatt of Malstätte, ook Malberg (Oudhoogduits: Mâlberg) genoemd, was de naam die bij de Germanen, in het bijzonder de Franken, aan de ontmoetingsplaats van een gerecht op een heuvel werd gegeven.
Ten laatste vanaf 568, toen koning Gontram van Bourgondië een Malberg bijeenriep om de geschillen tussen zijn broers Chilperik I van Neustrië en Sigebert I van Austrasië te beslechten, vonden dergelijke hoorzittingen plaats in gesloten kamers.